# Sancton
Sancton est un village et une paroisse civile du Yorkshire de l'Est, en Angleterre. Il est situé sur la route A1034, à trois kilomètres environ au sud-est de la ville de Market Weighton. Au moment du recensement de 2011, il comptait 286 habitants.